# Matthijs van Boxsel
Matthijs van Boxsel (Amsterdam, 25 augustus 1957) is een Nederlandse schrijver en "domgeer". 
Van Boxsel studeerde in 1983 aan de Universiteit van Amsterdam cum laude af in de literatuurwetenschappen met een scriptie over de domheid. Zijn belangrijkste werk is De Encyclopedie van de Domheid. Matthijs van Boxsel is regent van het Collège de 'Pataphysique, een instituut voor 'patafysica. Hij is zoon van tekenaar en illustrator Pim van Boxsel.

## Nominatie
Van Boxsel werd in 2001 genomineerd voor de Jan Hanlo Essayprijs.